# Mott, North Dakota
Mott är administrativ huvudort i Hettinger County i North Dakota. Orten har fått sitt namn efter grundaren William H. Browns sekreterare Lillian Mott. Enligt 2020 års folkräkning hade Mott 653 invånare.